# 두지역
두지역(杜芝驛)은 조선민주주의인민공화국 량강도 김형직군 두지리에 위치한 북부내륙선의 철도역이다.

## 연혁
- 1988년 8월 3일 : 자성 - 후주청년 구간 개통과 함께 영업 개시[1][2]